# Aziatisch jachtluipaard
Het Aziatisch jachtluipaard (Acinonyx jubatus venaticus) is een ondersoort van het jachtluipaard die voorkomt in midden-Iran.
Het Aziatisch jachtluipaard wordt bedreigd met uitsterven. In december 2017 werd de overgebleven populatie geschat op minder dan 50 exemplaren.